# 劉鴻文 (畫家)
劉鴻文（约1961年—2005年8月），臺灣宜蘭縣壯圍鄉永鎮村人，水彩畫家，作品多為家鄉的風景。

## 生平
劉鴻文為宜蘭縣壯圍鄉永鎮村人，國小四年級參加美術比賽得獎而立志作水彩畫家，國中時多次拿下全校繪畫比賽第一名。
國中畢業後，劉鴻文跟著父親出海捕魚不久，就由同學介紹到台北縣永和市親戚家的廣告招牌店當學徒。當時他工作的廣告店門口能見到早晚有不少和他年齡差不多的復興美工學生上下公車，其中有個學生常停住腳步看他漆繪廣告牌和寫美術字，便建議他應當去考復興美工。從此劉鴻文白天畫廣告，晚間就到復興美工夜間部繪畫組上課，師從水彩畫家鄧國清、王誌誠。
在復興美工時間，劉鴻文為科展水彩項目第一名，並認識同班同學林筱珮而之後結婚。畢業服役後，劉鴻文在中和市自行創業作廣告店，但七、八年後因長期吸入溶劑氣體、加上車禍脊椎受傷，決定回到壯圍鄉下當起水彩畫家。因劉鴻文所住之處為鄉下，學生不多，能繳費參加美術班的更少，使得開設美術家教班的收入微薄。為讓丈夫能專心繪畫，妻子林筱珮當家教班老師，還需面臨租房子、養孩子的壓力。

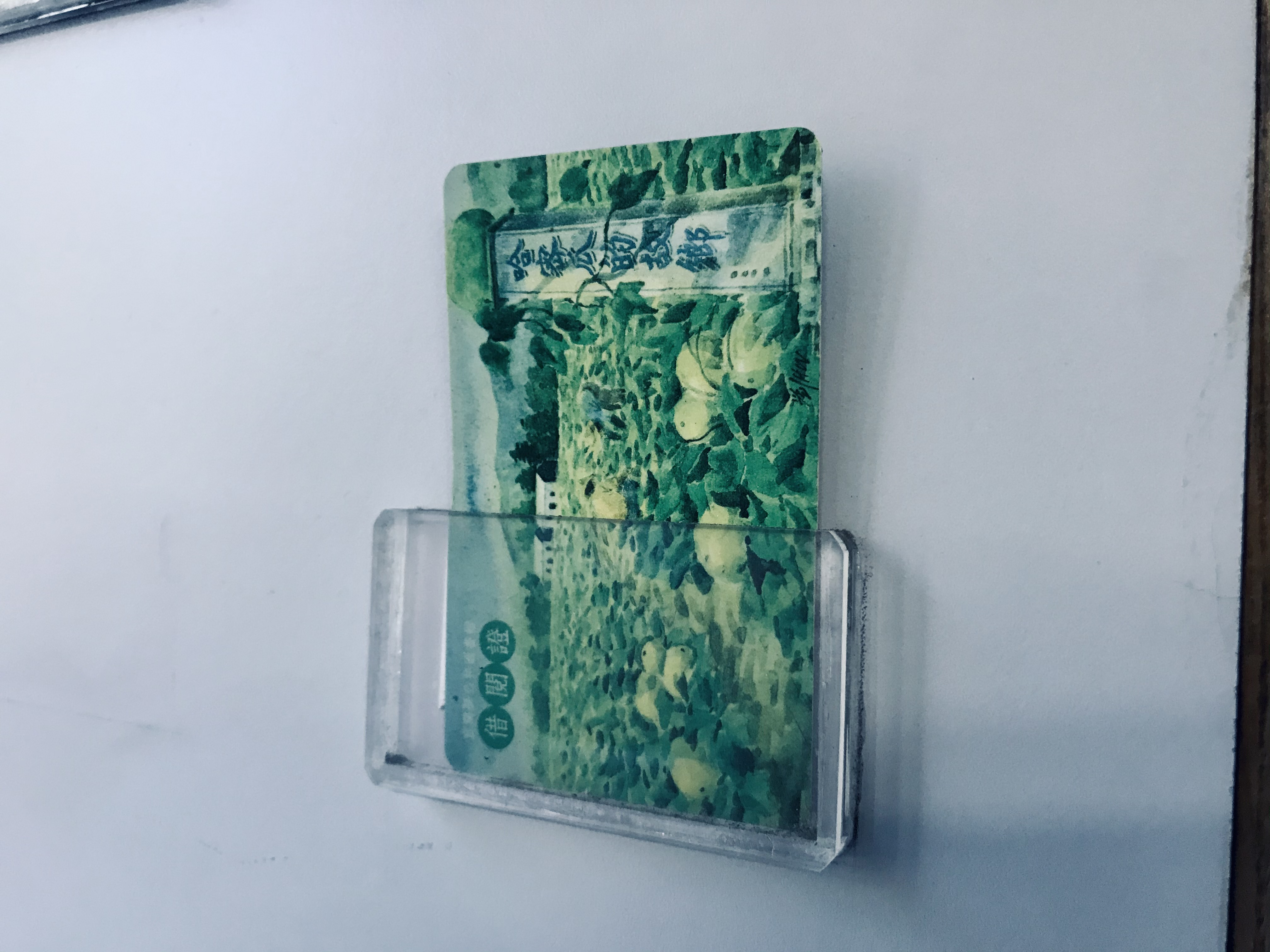
壯圍鄉立圖書館借閱證

劉鴻文擔任壯圍鄉圖書館藝術欣賞學會美術成長營指導老師，每月固定提供一幅畫作在館內展示。他除常與妻子義務幫鄉立圖書館繪製活動看板外，並常到壯圍海邊作畫，作品幾乎都與家鄉風情有關。他自道他從小在海邊長大，家鄉的一景一物都激發出他對光與影擬造出來的氣氛。2004年，宜蘭縣文化局整合縣內各鄉鎮市圖書館推出各地特色的借閱證，其中壯圍鄉圖書館的便是他以水彩繪畫的哈密瓜田園。
由於長期經濟壓力，劉鴻文有長年的憂鬱症，最後四十三歲時，2005年8月12日被發現在壯圍海邊樹林自縊身亡。他留下新台幣一百多萬元債務，而獨子才還是國中生。宜蘭縣美術學會理事長廖松樹得知後，與壯圍鄉公所、羅東博愛醫院合作，9月10日到21日在宜蘭縣文化局一樓大廳舉辦劉鴻文紀念展，展出六十幅水彩作品。11月1日到15日，羅東博愛醫院舉辦劉鴻文紀念義賣畫展，義賣二十幅作品。
後來，林筱珮開班教導繪畫，曾參加羅東聖母醫院募集醫療設備基金的義賣畫展。